# Dani Mat
Dani Mat właśc. Dani’el Mat (hebr. דניאל מט, ang. Danny Matt, ur. 10 grudnia 1927 w Kolonii, zm. 5 grudnia 2013 w Ramat Ganie) – izraelski wojskowy, generał dywizji (alluf), prezes Wojskowego Sądu Apelacyjnego (1974–1979), Koordynator Działań Rządu na Terytoriach (1979–1982), przewodniczący Keren Lawi (1993–2008). Członek Coastal Watch policji Mandatu Palestyny, w trakcie II wojny światowej żołnierz Brygady Żydowskiej w Egipcie i we Włoszech oraz bojownik Palmachu.
Podczas wojny Jom Kipur dowodził 247 Rezerwową Brygadą Spadochronową, która jako pierwsza izraelska jednostka w historii przekroczyła Kanał Sueski.

## Życiorys

### Młodość
Urodził się 10 grudnia 1927 roku w Kolonii w Republice Weimarskiej w ortodoksyjnej rodzinie Cipory i Menachema. Jego rodzice pochodzili z Polski. W 1933 roku po dojściu do władzy ⁣⁣NSDAP⁣⁣ ojciec Daniego wyjechał do Palestyny w celu nabycia ziemi. W 1934 roku Dani z matką dokonali alii i zamieszkali całą rodziną w Kefar ha-Ro’e.
W 1943 roku zdecydował się zakończyć naukę i wstąpił do Coastal Watch policji mandatowej. Jednocześnie służył w Paljamie, czyli morskich oddziałach Palmachu. Wykorzystywał służbę w mandatowych strukturach, aby pomagać nielegalnym transportom żydowskich imigrantów do Palestyny . Po kilku miesiącach służby w Paljamie zdecydował zaciągnąć się do Brygady Żydowskiej, z którą walczył w Egipcie oraz we Włoszech. Po zakończeniu II wojny światowej służył w Europie, gdzie opiekował się ocalałymi z Zagłady oraz nadzorował niemieckich jeńców, którzy rozminowywali terytorium Holandii.
W 1946 roku opuścił szeregi Brygady Żydowskiej, powrócił do Palestyny, wstąpił w szeregi Palmachu i zamieszkał w Birjji. Następnie przyłączył się do grupy, która założyła kibuc En Curim w Gusz Ecjon.

### Wojna o niepodległość i akcje odwetowe
W trakcie walk o Gusz Ecjon podczas wojny o niepodległość Izraela wyróżnił się odwagą i poświęceniem . Mimo to, 14 maja, wraz z innymi izraelskimi obrońcami został wzięty do niewoli przez Legion Arabski. Po zakończeniu wojny i wypuszczeniu na wolność wystąpił z armii. Postanowił wrócić na gospodarstwo ojca w Kefar ha-Ro’e. Następnie przeniósł się na Negew w celu uprawy ziem przydzielonym moszawowi w tym regionie.

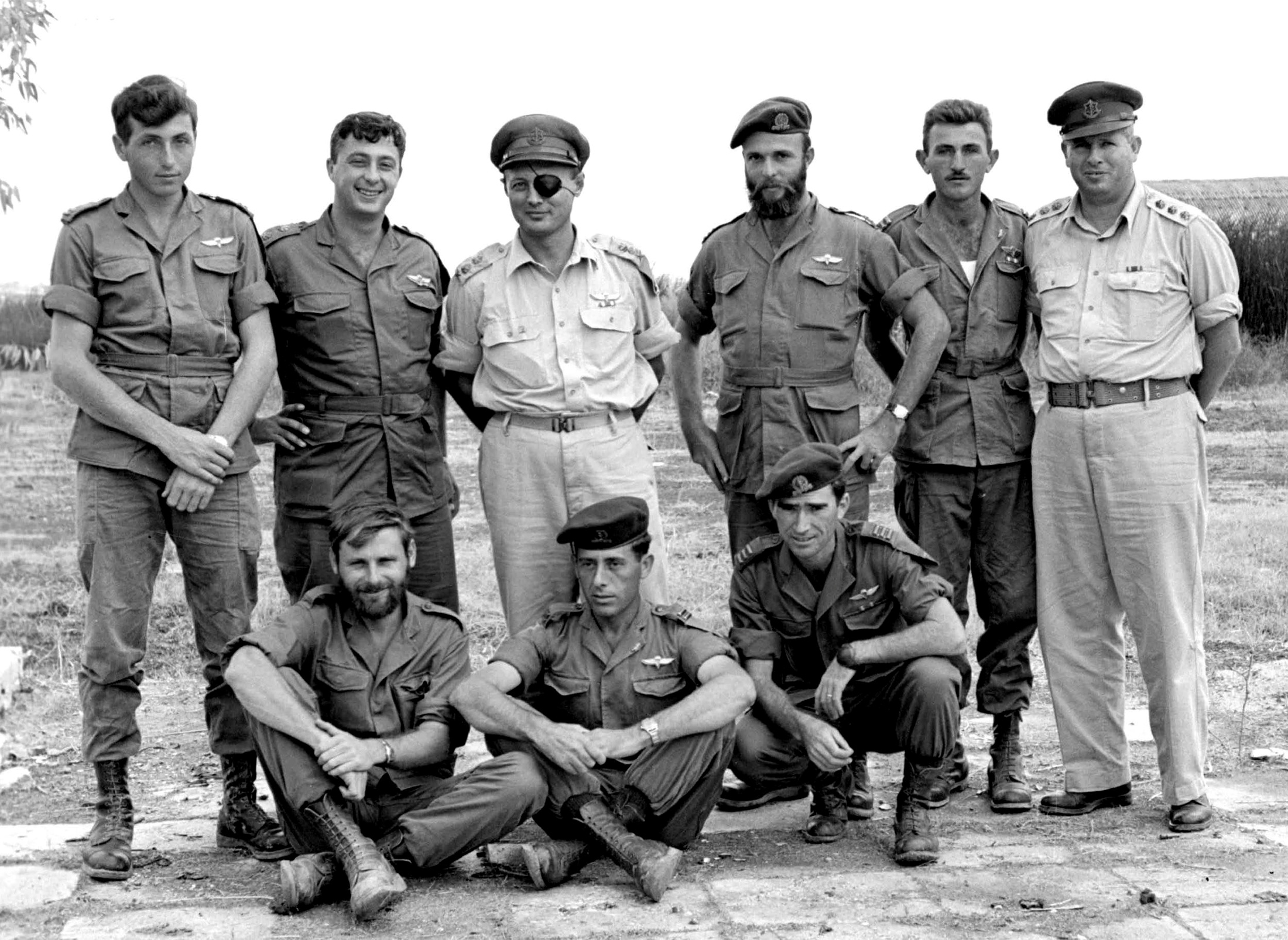
Spotkanie szefa sztabu Moszego Dajana z oficerami z 890 Pułku Spadochronowego w 1955 roku po operacji „Eged”. Dani Mat stoi jako czwarty od lewej.

Pod koniec 1949 roku porzucił rolnictwo, wstąpił do armii w celu walki z infiltracją izraelskich granic przez fedainów i zapisał się na kurs oficerski. Po jego ukończeniu został dowódcą jednostki rozpoznania na południu kraju. W 1951 roku wstąpił w szeregi ruchu wojskowo-pionierskiego Nachal i ukończył kurs dowódców kompanii. W tym samym roku został dowódcą pierwszej osady Nachalu – Nachlajim A (obecnie Nachal Oz, przy granicy ze Strefą Gazy). Następnie był dowódcą grupy, która powołała do życia osadę Kci’ot. W 1954 roku przeniósł się do 890 Pułku Spadochronowego. Wraz z jednostką brał udział w izraelskich akcjach odwetowych . Brał między innymi udział w operacji „Czarna Strzała” w 1955 roku, której rezultat, ze względu na liczbę ofiar po stronie egipskiej, potępiła ONZ.
W 1955 roku został mianowany dowódcą Szkoły Spadochroniarzy, w której prowadził pierwszy kurs dla komandosów w izraelskiej armii.

### Kryzys sueski i okres po wojnie
W 1956 roku podczas kryzysu sueskiego został mianowany zastępcą dowódcy, majora Mordechaja „Moty” Gura, 88 Batalionu Spadochronowego. Podczas konfliktu brał udział w desancie na przełęcz Mitla i walkach o nią. Został dwukrotnie ranny . W uznaniu zasług przyznano mu dowództwo nad batalionem spadochronowym.
W 1957 roku rozpoczął naukę w Szkole Dowodzenia i Sztabu Sił Obronnych Izraela. Po jej zakończeniu został mianowany dowódcą 88 Batalionu Spadochronowego. W 1959 roku otrzymał nominację na dowódcę terytorialnego Be’er Szewy w ramach systemu obrony przestrzennej kraju.
W 1961 roku mianowany dowódcą kursu dla dowódców kompanii w Szkole Korpusu Piechoty i Spadochroniarzy. Rok później został zastępcą dowódcy 35 Brygady Spadochronowej. W 1963 roku oddelegowany na kurs w École supérieure de guerre we Francji.
W 1966 roku objął dowództwo nad 80 Rezerwową Brygadę Spadochronową.

### Wojna sześciodniowa
Podczas wojny sześciodniowej (1967) dalej dowodził 80 Rezerwową Brygadą Spadochronową w ramach 38 Dywizji Pancernej pod dowództwem gen. bryg. Ariela Szarona. Brał udział w bitwie o Umm Kataf. Zadaniem brygady pod jego dowództwem był atak na pozycje egipskiej artylerii. Desant 560 spadochroniarzy ze śmigłowców na tyły sił egipskich był połączony z natarciem izraelskiej piechoty tak, aby artyleria nie była w stanie zagrozić atakowi od frontu.
W dniach 6–7 czerwca część 80 Rezerwowej Brygady Spadochronowej brała udział w walkach o Stare Miasto w Jerozolimie.
Po wykonaniu zadania na froncie synajskim i w Jerozolimie został przeniesiony z brygadą na Wzgórza Golan, gdzie jego jednostka miała stanowić rezerwę dla walczących sił. Następnie brygadzie Mata przydzielono zadanie wykonania desantu 1000 spadochroniarzy na tyłach wroga i zajęcie skrzyżowania Butmija oraz rozszerzenie frontu na południu Wzgórz Golan.

### Wojna na wyczerpanie
Po wojnie sześciodniowej powierzono mu dowództwo nad 35 Brygadą Spadochronową. Podczas wojny na wyczerpanie pierwszą operacją, w jakiej brał udział jako dowódca brygady była operacja „Tofet” (znana jako bitwa pod al-Karamą). Zadaniem, które powierzono jednostce, było zniszczenie baz i składów broni organizacji palestyńskich w Al-Karamie, przeszukanie miasta i wzięcie do niewoli bojowników. Mimo strat własnych brygada wykonała powierzone jej zadanie, niszcząc 175 budynków i biorąc do niewoli 141 bojowników. W okresie od kwietnia do sierpnia 1969 roku odpowiadał za działania brygady podczas operacji „Bustan”, które polegały na przeprowadzeniu kilku ataków na cele infrastruktury krytycznej i wojskowej w głębi terytorium egipskiego.
W latach 1969–1971 powierzono mu dowodzenie 247 Rezerwową Brygadą Spadochronową. W 1970 roku piastował również stanowisko komendanta Szkoły Piechoty i Spadochroniarzy.
W 1971 roku rozpoczął studia licencjackie na Uniwersytecie Telawiwskim ze studiów bliskowschodnich, które ukończył z wyróżnieniem.

### Wojna Jom Kipur
Po wybuchu wojny Jom Kipur ponownie dowodził 247 Rezerwową Brygadą Spadochronową, z którą brał udział w działaniach na Synaju. Brygada została oddelegowana do udziału w operacji „Mocne Serce”, której celem było uderzenie na siły egipskie pozostające na wschodnim brzegu Kanału Sueskiego i utworzenie przyczółków dla przepraw przez kanał. 16 października dowodzeni przez niego żołnierze przekroczyli jako pierwsi w historii Kanał Sueski i znaleźli się na kontynencie afrykańskim. Jako jeden z ostatnich izraelskich wojskowych opuszczał również zachodni brzeg kanału. Po wojnie tak wspominał przepłynięcie Kanału Sueskiego:

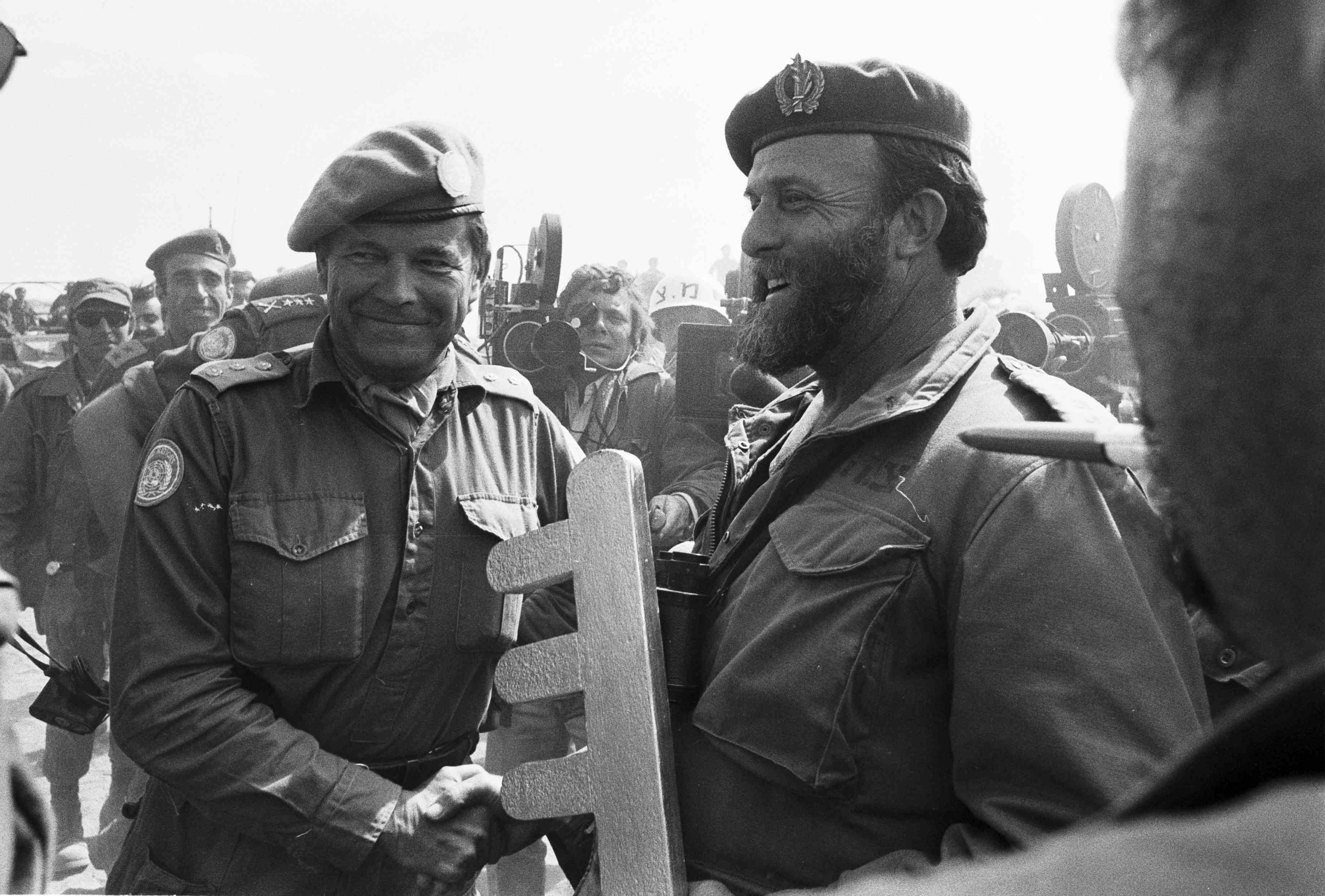
Dani Mat z gen. Ensio Siilasvuo z sił ONZ (UNEF II) podczas ceremonii ściągnięcia izraelskiej flagi z masztu na zachodnim brzegu Kanału Sueskiego podczas wycofania sił izraelskich z zachodniego brzegu kanału.

Nigdy nie czułem tak wielkiej odpowiedzialności jak tamtej nocy. Czułem, że przeprowadzamy kluczowy manewr, który może zmienić oblicze wojny. Miałem wrażenie, jakby oczy całego narodu były zwrócone ku nam. Wiedziałem, że wszyscy: Sztab Generalny, dowództwo, a w szczególności dywizja – kto wie kto jeszcze – nasłuchują naszych fal radiowych i czekają, żeby usłyszeć kluczowe słowo kodowe „Acapulco”.

### Dalsze życie
Po wojnie awansowano go na stopień generała brygady. Przez krótki okres był także dowódcą 90 Rezerwowej Dywizji Pancernej. W 1974 roku został prezesem Wojskowego Sądu Apelacyjnego. Funkcję tę sprawował do 1979 roku. Rok wcześniej awansowany na generała dywizji. W latach 1979–1982 pełnił funkcję Koordynatora Działań Rządu na Terytoriach na obszarze Zachodniego Brzegu i Strefy Gazy .
W 1982 roku przeszedł w stan spoczynku. W trakcie swojej służby wojskowej nie przyznano mu żadnego medalu. Był kandydatem do Medalu za Odwagę, ale ostatecznie nie został mu on przyznany, ponieważ Dawid Ben Gurion ograniczył wówczas liczbę nim uhonorowanych do 12 osób .
W lipcu 1993 roku powołany został na funkcję przewodniczącego Keren Lawi, którą sprawował aż do maja 2008 roku .
Zmarł 5 grudnia 2013 roku w Ramat Ganie. Pochowano go na cmentarzu Kirjat Sza’ul w Tel Awiwie.

## Życie prywatne
Był żonaty z Nadiwą. Mieli czworo dzieci: Jarona, Tamar, Sarit i Ecjona. Tylko Jaron nie służył w wojskach spadochronowych .